# Abolfazl Salabi
Abolfazl Salabi lub Abolfazl Solbi (pers. ابوالفضل صلبی; ur. 28 listopada 1924 w Teheranie, zm. 26 kwietnia 2020 tamże) – irański koszykarz, reprezentant kraju, olimpijczyk.
W 1948 roku wystąpił wraz z drużyną na igrzyskach olimpijskich w Londynie (były to jego jedyne igrzyska olimpijskie). Podczas tego turnieju wystąpił we wszystkich sześciu meczach (siódmy mecz Iran wygrał walkowerem), choć punktów najpewniej nie zdobył.
Wraz z drużyną przegrał trzy z czterech spotkań grupowych (zwycięstwo tylko z Irlandią), tym samym zajmując przedostatnie miejsce w grupie (czwarte). W fazie pucharowej Irańczycy grali w spotkaniach o miejsca 9–16. Po porażce z Kanadą i zwycięstwie walkowerem z Węgrami, Persowie zagrali w meczu o 13. miejsce, który przegrali (z Kubą). Zajęli więc ostatecznie 14. miejsce na 23 ekipy.
Wraz z drużyną zdobył brązowy medal Igrzysk Azjatyckich 1951 w Nowym Delhi.
W 2008 roku spotkał się z ówczesnymi zawodnikami reprezentacji Iranu, która po raz drugi zakwalifikowała się na igrzyska olimpijskie. Zmarł w 2020 roku. Był ostatnim żyjącym irańskim koszykarzem, który wystąpił na igrzyskach w 1948 roku.